# Helena Valley Northeast
Helena Valley Northeast – jednostka osadnicza w Stanach Zjednoczonych, w stanie Montana, w hrabstwie Lewis and Clark.